# Palazzo della Sapienza (Pisa)
Il Palazzo della Sapienza di Pisa, fondato in età rinascimentale e profondamente ristrutturato nel Novecento, è la sede principale della facoltà di giurisprudenza dell'Università di Pisa e della Biblioteca Universitaria di Pisa.
Collocato poco lontano dal Lungarno Pacinotti, occupa l'intero isolato delineato dalla via Curtatone e Montanara, dai vicoli della Sapienza e dall'Ulivo, e infine dalla via Tanucci, che a sua volta termina in Piazza Dante. Il Palazzo, oltre ad essere un vero e proprio simbolo dell'Ateneo pisano, forma un tutt'uno con la città: l'edificio ed i suoi portici sono incessantemente percorsi da studenti, docenti, turisti, cittadini, segno dell'indubbio successo che questa costruzione, da un punto di vista urbanistico, riscuote fra gli utenti.

## Descrizione

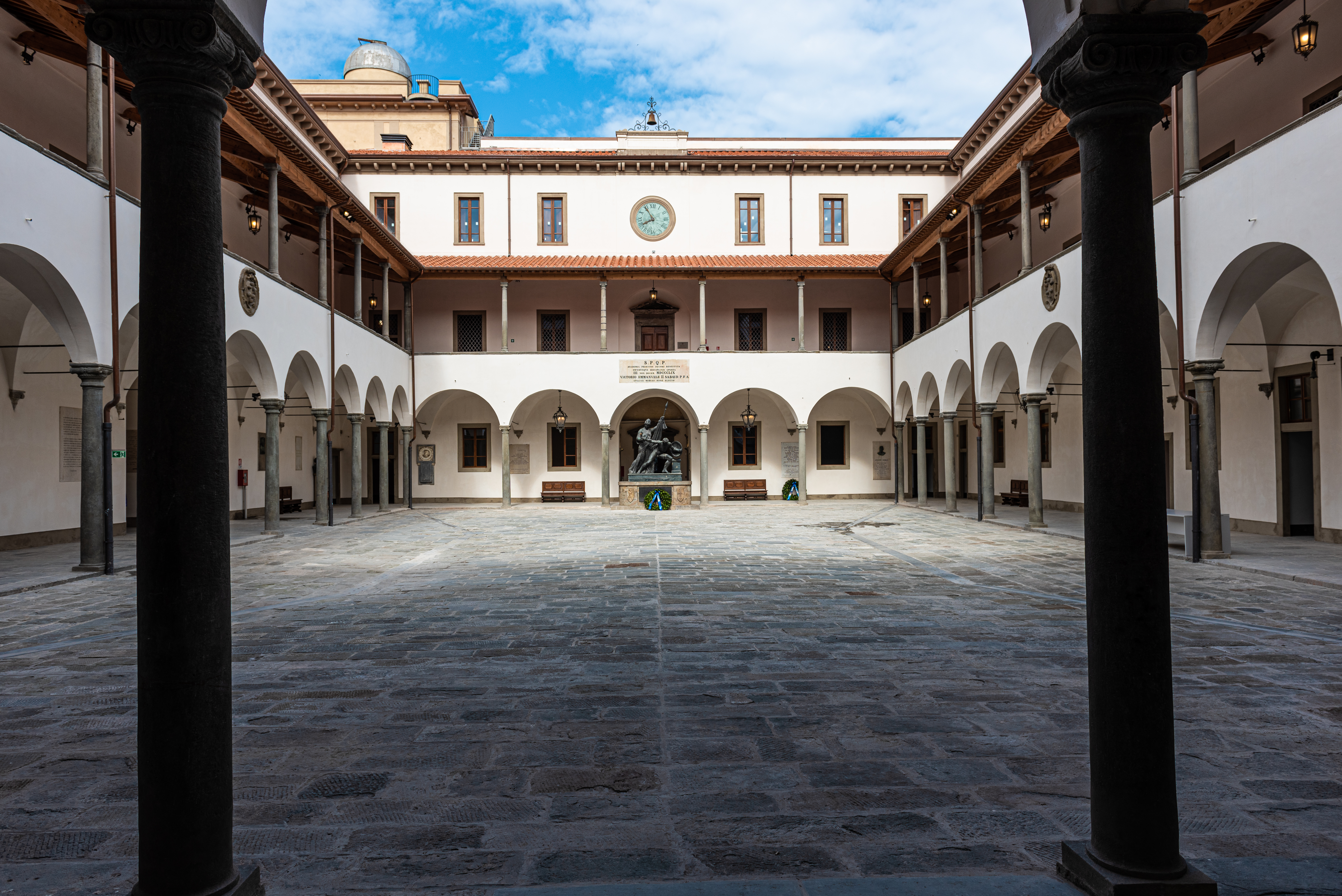
Il cortile interno, restaurato e riportato all'originario colore bianco

La pianta, pur trapezia per adattarsi alla tessitura dell'urbanistica in cui è inserita, presenta un portico pressoché simmetrico rispetto ad un asse parallelo al Lungarno. In altezza l'edificato propone una progressiva riduzione delle masse murarie e di ciò beneficia l'intera statica del complesso. All'interno dell'edificio vi sono tre corpi scala che sono a diretto contatto con i portici dopo i quali si estende il cortile interno, originario del 1500, il quale, strutturato a mo' di impluvio, è disegnato secondo la tradizione medievale.
Fattore decisivo per la buona riuscita del rapporto tra spazi coperti ed aperti è, in questo edificio, l'elevato valore dell'intercolunnio rispetto allo spessore delle colonne: ciò è stato creato sia scegliendo robusti materiali per le colonne, sia utilizzando il sistema archivoltato con crociera a tutto sesto al piano terra, e traviforme al piano primo, a sostegno di una copertura leggera; in questo modo il rapporto luce/spessore dei colonnati è tale da garantire una forte trasparenza dell'apparato di sostegno dei camminamenti coperti, mitigando l'effetto incombenza che i colonnati producono verso l'utente che frequenta il portico.
La presenza della cupola dell'Osservatorio sullo spigolo sud ovest del fabbricato, introduce un elemento di asimmetria tutt'altro che sgradevole: il prospetto interno viene così sdrammatizzato alleggerendo la presenza un po' didascalica della torretta centrale con orologio posta in basso rilievo e la ripetitiva cadenza dei colonnati.
Le stemma mediceo in via della Sapienza 4 venne realizzato da Pierino da Vinci forse in collaborazione col Tribolo.

### Gli ambienti interni
Tutti gli spazi a piano terra presentano generalmente finestrature insufficienti e mal disposte, collocate, per ragioni di prospetto esterno, ad un'eccessiva altezza del pavimento, non essendo stata adottata l'accortezza di sollevare il piano di calpestio interno rispetto al piano viabile esterno con la conseguenza che la luminosità è, comunque, un elemento di una certa criticità che in diversi ambienti obbliga all'utilizzo diurno dell'illuminazione artificiale. Discretamente riuscite sono, da un punto di vista funzionale, le due aule magne, pur in presenza di risposte acustiche non del tutto soddisfacenti. In particolare l'Aula Magna Nuova, ben collegata da una comoda scalinata, costruita agli inizi del Novecento, e recentemente dotata di un ascensore che consentirà l'accessibilità anche a soggetti disabili, presenta una volumetria proporzionata con arredi e finiture tutt'oggi di piena fruibilità oltre che di valore storico ed artistico. Le aule allocate a piano terra sul fianco settentrionale dell'immobile, pur ancora pienamente funzionanti, non sono più idonee a raccogliere le grandi masse di studenti che frequentano i corsi della Facoltà di Giurisprudenza.
Inoltre gli affacci sul portico costringono a minor privacy i volumi interni e ne diminuiscono la luminosità, penalizzando taluni ambienti a primo piano. Minori problemi si ravvisano, in questo senso, al secondo piano, dove alcuni ambiti possono avvalersi anche dell'affaccio contrapposto tra la viabilità esterna e la corte interna, non più mediata dal portico. La luminosità è, comunque, un elemento di una certa criticità che in diversi ambienti obbliga all'utilizzo diurno dell'illuminazione artificiale.
Occorrerebbe una razionalizzazione nell'uso degli spazi interni storicamente insufficienti e impossibili da ridistribuire tenuto conto del pregio storico-architettonico e della monumentalità dell'immobile. Il risultato è che l'edificio La Sapienza privilegia in misura maggiore il suo rapporto con l'esterno, piuttosto che le attività svolte al proprio interno. A ragione di ciò vi sono motivazioni storiche connaturate con la sua passata destinazione di dimora collegiale per numeri di studenti universitari assai minori di quelli attuali, ma, in effetti, la sua stessa concezione rivela forse una maggiore attenzione per il fruitore posto all'esterno dell'edificio piuttosto che al suo interno: o almeno è questa la percezione che l'utente contemporaneo ne trae, dovuta allo stile di vita attuale, condizionato da superiori aspettative di comfort ed abitabilità degli interni rispetto al passato. Pesante fu l'uso, durante gli anni 1985-1995 circa, di macchinari per edilizia compreso il martello pneumatico che disturbavano con rumori e soprattutto vibrazioni sia gli studenti durante le lezioni che coloro che stavano studiando nelle biblioteche di Istituto o nella sovrastante Biblioteca universitaria; non è dato sapere quanta parte di queste ristrutturazioni, che comprendevano modifiche di muri divisori interni e spostamenti di porte al piano terra, abbiano inciso assieme alla famosa scossa di terremoto di recente memoria, sulla stabilità del palazzo.

### Vincenzo Pilotti e il nuovo Edificio della Sapienza

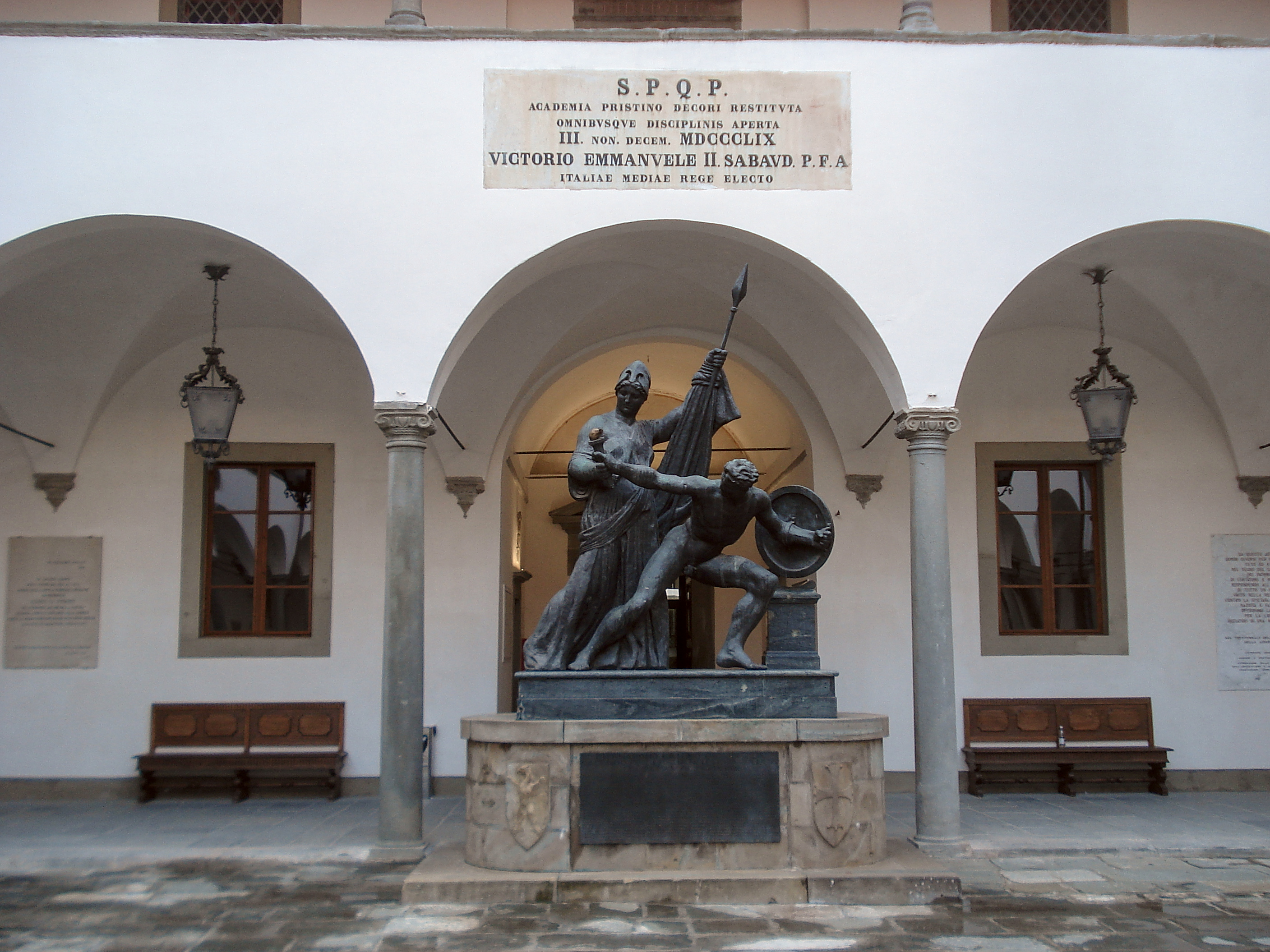
Monumento agli studenti caduti nella Battaglia di Curtatone e Montanara (Prima Guerra di Indipendenza) di (Luigi) Gigi Supino

L'anno accademico 1922-1923 si apriva a Pisa con cerimonia solenne nella Nuova Aula Magna, ultimo eclatante episodio di una travagliata vicenda costruttiva durata circa tre lustri, che aveva trasformato in maniera sostanziale l'antico Palazzo della Sapienza adeguandolo ai nuovi tempi e alle nuove esigenze.
Alla fine del XIX secolo lo storico Palazzo della Sapienza ospitava, con una carenza di spazi e una situazione igienico-sanitaria davvero insostenibili, il Rettorato ed i relativi uffici, la Segreteria, la Biblioteca, l'Aula Magna e le aule delle scuole di Giurisprudenza e Matematica e Scienze Naturali. L'edificio centrale, seppure il più rappresentativo, non aveva avuto la buona sorte degli altri istituti scientifici, che situati in edifici storici, erano stati sottoposti a trasformazioni ed ingrandimenti, come le scuole di Fisica, Chimica, Storia Naturale e Botanica; non ultima la scuola Medica, che aveva avuto per sé un fabbricato di nuova costruzione.
La sopraccitata deprecata situazione del Palazzo si può evincere dalla relazione Progetto di sistemazione dell'edificio centrale detto La Sapienza, stilata dall'ingegnere torinese Crescentino Caselli in data 15 aprile 1902:
(Romano Paolo Coppini, Alessandro Tosi, La Sapienza di Pisa, p. 131)
Caselli, ingegnere della V sezione del Genio Civile cittadino, proponeva un progetto di trasformazione rispondente alle nuove esigenze funzionali e distributive e una nuova facciata sull'antica via San Frediano. Negli accurati disegni di progetto la Nuova Aula Magna è immediatamente individuata all'esterno da un corpo di fabbrica più alto del restante complesso architettonico, caratterizzato da cinque enormi trifore che coprono l'altezza del primo e del secondo piano: un pastiche costruito nella migliore tradizione di un tardo eclettismo che mescolava stilemi romanici e gotici, con un chiaro riferimento stilistico alle grandi quadrifore del Camposanto Monumentale dei Miracoli.
Il progetto non convinse il corpo accademico universitario che ne fece approntare un secondo, affidato sempre all'ing. Caselli, in data 26 giugno 1905, che seguiva le tracce del precedente portando le aule didattiche a 11 con possibilità di arrivare ad un numero di 16; anche i disegni per le nuove facciate portavano delle novità.
Caselli, a lavori iniziati, proponeva nuovi disegni per la facciata e il fianco, ma non andavano a genio al Rettore professor David Supino, il quale nel gennaio del 1908 su consiglio dell'ingegnere capo del Genio Civile affidava all'architetto Vincenzo Pilotti lo sviluppo dei dettagli decorativi delle finestre e del cornicione del palazzo.
In più ai fini dell'ingrandimento dell'edificio era assolutamente necessario espropriare per demolirle, le case Borghini sulla via Tannici. Le numerose richieste del Rettore, poi, si basavano evidentemente sulla volontà di avere una nuova grande Aula Magna al primo piano e relativo scalone verso la via San Frediano, l'ampliamento della Biblioteca, nuove aule e il risanamento igienico sanitario di quelle esistenti, una nuova sistemazione degli uffici del Rettorato, ed un nuovo fronte principale più dignitoso.
La parte artistica dei lavori della "Sapienza pisana" (scalone, facciata e Aula Magna), fu commissionata all'architetto Pilotti, nell'ambito dei progetti originariamente predisposti dal Caselli; si trattò, invece, di un vero e proprio trampolino di lancio, da un punto di vista professionale, per Pilotti, che poté così imprimere un segno nel volto della città storica: una prerogativa etico-professionale che lo accompagnerà per tutta la vita. Alla fine del 1908 Pilotti per il progetto della Sapienza lamentava che:
Nel 1913, ottenuto un rifinanziamento governativo il rettore incaricò Vincenzo Pilotti del progetto della Nuova Aula Magna con un contratto fra le parti che stabiliva un compenso per l'architetto di 1500 lire e l'obbligo inderogabile di consegnare il progetto entro il tempo massimo di tre mesi. Pilotti consegnava i nuovi disegni in data 10 ottobre 1913 disattendendo quanto già approvato nel 1905 con la motivazione che per l'Aula Magna:
Per la nuova Aula Magna Pilotti aveva quindi modificato radicalmente il progetto licenziato dal Genio Civile: una nuova concezione spaziale che liberava i circa 300 m² di superficie (il doppio della Vecchia Aula) da un previsto colonnato periptero a tutta altezza, intramezzato al primo piano da un ballatoio che correva lungo l'intero perimetro della sala. Un nuovo ambiente che si poteva contemplare totalmente da una loggia sostenuta da due sole coppie di pilastri tuscanici, sormontati al primo piano da due coppie di colonne corinzie, che chiudeva la sala sul lato lungo, contrapposta alla Cattedra Rettoriale.

## Storia
La costruzione del Palazzo della Sapienza, sul luogo della trecentesca Piazza del Grano, viene iniziata nel 1486 da Lorenzo dei Medici e viene completata da Cosimo I nel 1543 in occasione della riapertura dello Studio per risolvere il problema della frammentazione sparsa nel tessuto cittadino delle numerose "scuole" destinate alla didattica e la necessità di ospitare gli studenti bisognosi.

### La Sapienza e la città
Originariamente allo Studio di Pisa mancava un fabbricato che raccogliesse tutte le aule delle lezioni. Queste ultime erano tenute nelle chiese di San Michele in Borgo, San Nicola, Santa Caterina e San Pierino. Fu Lorenzo il Magnifico che ad iniziare dal 1489 ordinò in Piazza del Grano la costruzione dell'edificio della Sapienza, dove al pian terreno dovevano essere ubicate le aule delle lezioni e al piano superiore gli alloggi di studenti e professori. Il palazzo, però, per le vicende politiche e sanitarie del tempo, fu terminato solo a metà secolo seguente, quando Cosimo I dei Medici fece riaprire in via definitiva lo studio di Pisa con sede appunto nella Sapienza, redigerne i nuovi statuti ed allestire al piano superiore il collegio studentesco ducale.
In Sapienza, finché l'università di Pisa fu frequentata da un numero relativamente basso di giovani, rimasero gli uffici delle autorità e dell'amministrazione accademica e le aule delle lezioni dei tre collegi docenti dei teologi, dei legisti e degli artisti; mentre piano piano con lo sviluppo delle scienze esatte si formarono in alcuni locali ubicati lungo via Santa Maria i primi laboratori e all'ospedale di Santa Chiara gli "anfiteatri" anatomici.

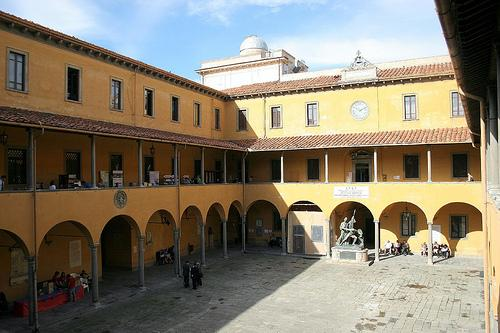
Cortile Palazzo della Sapienza nel 2010; veduta piano primo

Anticamente al piano terreno della Sapienza le aule erano undici e si aprivano tutte nel peristilio che circondava il cortile (atrium), compresa l'Aula Magna Storica, dove si tenevano le lezioni più frequentate, come quella inaugurale dell'anno accademico, oltre agli esami finali di laurea e per gli studenti acattolici la stessa cerimonia di conferimento delle insegne dottorali, che invece per i cattolici avveniva con maggiore sfarzo nella sala dei dottorati di Palazzo arcivescovile, dal momento che l'arcivescovo di Pisa restava il gran cancelliere dello Studio Generale pisano. Sempre al piano terreno della Sapienza, presso l'ingresso principale, c'erano poi altri vani riservati ai docenti, ai bidelli e al refettorio dei "sapientini". Quando finalmente a metà cinquecento anche il piano superiore venne ultimato, vi si poté trasferire, infatti, il Collegio della Sapienza, capace di accogliere il altrettante camerette ed annessi 40 scolari, provenienti da famiglie in condizioni disagiate e meritevoli di essere aiutati negli studi con vitto e alloggio gratuiti mediante apposita grazia granducale e successivamente mediante concorso di ammissione.
Dal 1799 per qualche mese e poi definitivamente dal 1804, a seguito dell'occupazione della Sapienza da parte di truppe francesi, il collegio della Sapienza non venne più riaperto. Ai "sapientini" da allora in poi venne corrisposta una retta mensile in denaro, mentre nei locali del piano superiore fino ad allora adibiti a camerette studentesche venne trasferita dal 1819 al 1824 la Biblioteca Universitaria, che fino ad allora era rimasta confinata e sacrificata in alcuni angusti locali di via Santa Maria e di Piazza dei Cavalieri e dove alla propria dotazione libraria vennero aggiunte anche altre biblioteche di conventi soppressi in età napoleonica.
A fine Ottocento, con la Facoltà di Teologia soppressa e la Facoltà di Medicina trasferita nelle cliniche costruite nell'area di Santa Chiara e nei primi anni del Novecento con altre nuove facoltà aperte in specifici edifici del centro cittadino, la Sapienza rimase la sede esclusiva del Rettorato, della Biblioteca Universitaria e della Facoltà di Giurisprudenza, la prima nata a Pisa e fino ad allora la più importante.

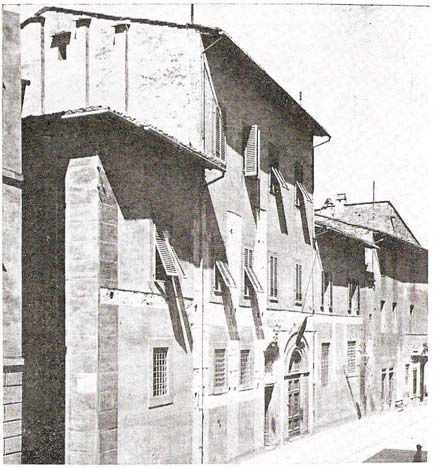
La facciata su Via Curtatone prima del rifacimento del 1911

Dal 1907 al 1920 il suo edificio venne completamente ristrutturato all'esterno e all'interno, quando dall'architetto Pilotti fu ricavata anche l'Aula Magna Nuova al piano superiore prospiciente via Curtatone e Montanara. Il fascismo e il ministro Gentile rilanciarono l'Ateneo pisano e la sua sede storica della Sapienza, dove nel 1928 vennero inaugurate la Scuola di perfezionamento in Statistica ed Economia e l'altra allora ancora più prestigiosa in Legislazione corporativa.

### La Sapienza e l'Università
Nel 1827, allorché Giacomo Leopardi, durante il suo "felice" soggiorno pisano, volle seguire una lezione del già notissimo giurista Giovanni Carmignani, fu accompagnato nel Palazzo della Sapienza, da cui ormai qualche anno era stato rimosso l'omonimo collegio universitario per fare spazio alle lezioni accademiche. Qui si trovavano alcune aule molto affollate in cui si tenevano i vari corsi caldamente raccomandati, dalle guide più lette, ai viaggiatori colti e curiosi, indicandole tra le principali attrazioni dell'antica città imperiale.

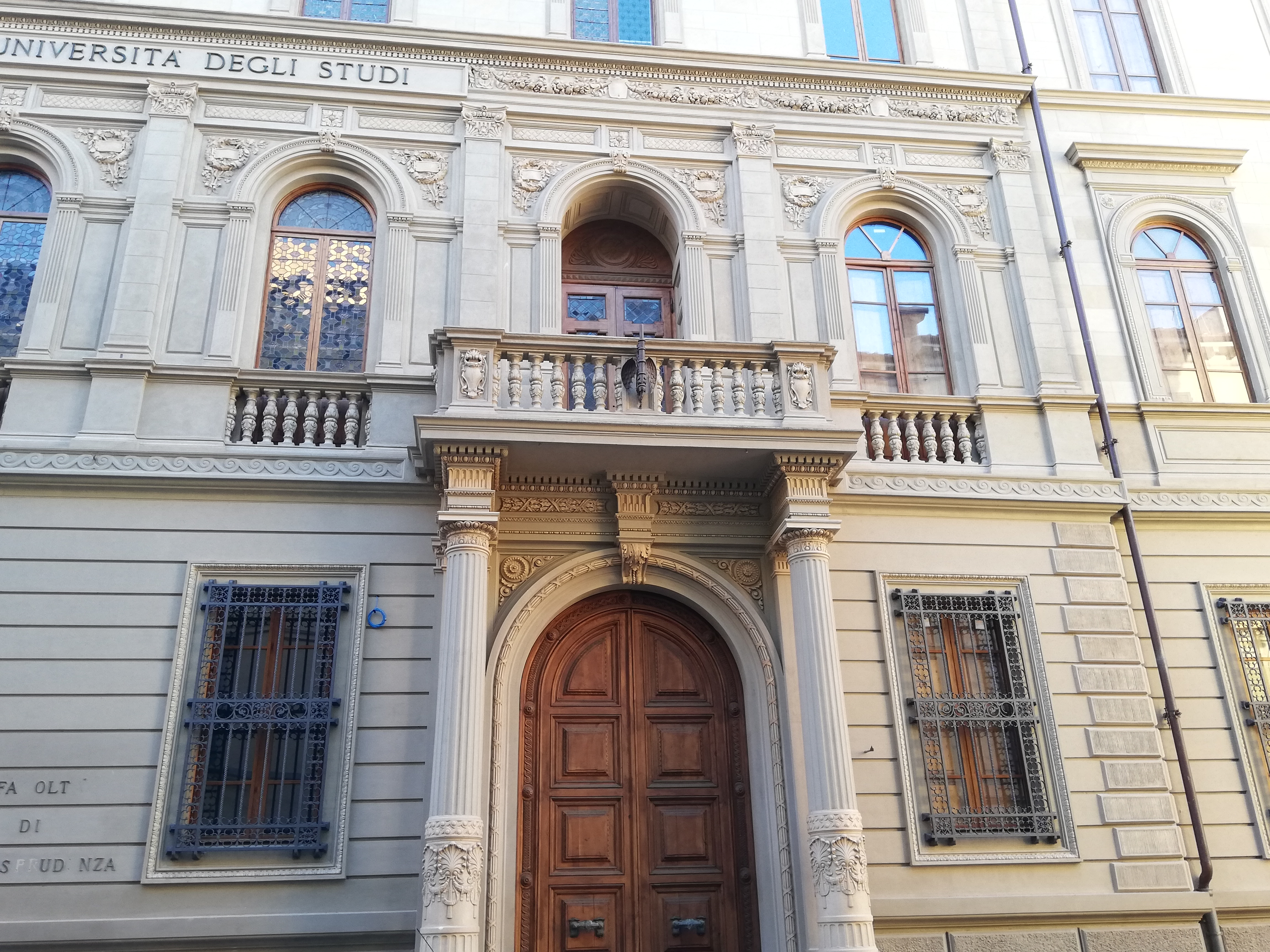
Ingresso Facoltà di Giurisprudenza via Curtatone e Montanara

La storia del Palazzo della Sapienza si inserisce infatti nella gloriosa vicenda dello Studio pisano che, dopo una lunga fase caratterizzata da una dimensione "domestica" degli insegnamenti, tenuti appunto presso il domicilio dei vari docenti, in realtà senza regole definite e con un calendario assai farraginoso, conobbe a partire dalla dominazione lorenese un processo di maggiore regolarità dei propri ordinamenti e delle proprie norme; un processo in cui il trasferimento di tutti i corsi in Sapienza ebbe un peso di primo piano nel favorire la nascita di una natura istituzionale dell'insegnamento universitario.
In realtà, durante la reggenza lorenese, il granducato di Pietro Leopoldo, la prima parte di quello di Ferdinando III e il regno d'Etruria, nei settanta anni compresi tra il 1737 e il 1807, l'università di Pisa non subì grandi cambiamenti sul piano istituzionale, nonostante vari tentativi di riforma posti in essere dai diversi regimi. Il governo dell'università restò ancora affidato all'auditore e soprattutto al provveditore, carica coperta nel corso del settecento da personaggi di notevole spessore intellettuale come Gaspare Cerati, fino al 1769, e Angelo Fabroni, da quella data fino al 1803, mentre la normale amministrazione interna dello Studio spettava al cancelliere o segretario.
Novità significative trasparivano dai ruoli dei docenti, a dimostrazione che quei fermenti di rinnovamento già apparsi negli ultimi anni di Cosimo III e di Gian Gastone dei Medici stavano giungendo a pieno compimento con i governi lorenesi, quando nell'università di Pisa alle vecchie dottrine aristoteliche subentrarono definitivamente le nuove scienze esatte di matrice galileiana e newtoniana.

### Un prestigioso Ateneo Italiano

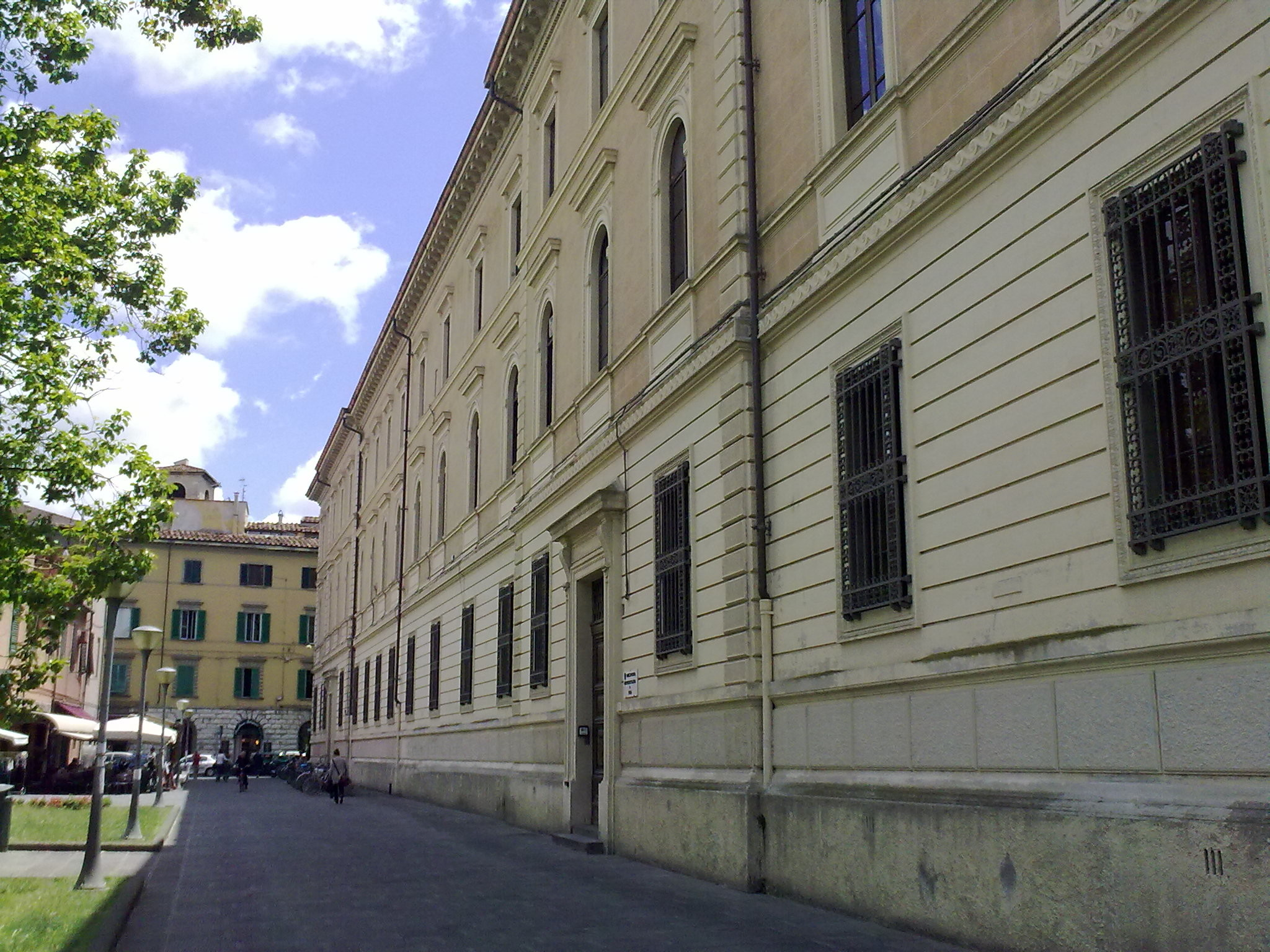
Palazzo della Sapienza; veduta piazza Dante

A Pisa, in concreto la più importante sede universitaria della regione all'inizio del nuovo secolo, si perpetuava la tradizione didattica impostasi nel corso dell'Ottocento, in particolare nella scienza del diritto, dove fino al 1918 restarono in cattedra Carlo Francesco Gabba, Francesco Buonamici e Giuseppe Toniolo, nel campo della storia, caratterizzato dalla presenza dell'ormai anziano Alessandro D'Ancona, direttore della Scuola normale superiore dal 1893 al 1900, e nel sapere medico: dal 1883 la facoltà medica era stata completata con la possibilità di istituire cattedre di materie cliniche, fino a quel momento riservate soltanto alla sede staccata di Firenze; un dato che certo favoriva una discreta frequenza studentesca calcolata nei primissimi anni del Novecento intorno alle 250 unità.
Nell'anno accademico 1913, in virtù della legge numero 856 del giugno dello stesso anno, nacque anche la facoltà di ingegneria, che dava organicità istituzionale agli studi sviluppatisi a Pisa in questo settore fin dalla metà dell'Ottocento. Primo preside fu Ulisse Dini, in quegli anni direttore della Scuola normale superiore, e il titolo di laurea rilasciato dal nuovo corso era limitato per il momento alla sola ingegneria civile. Dal 1890, inoltre, era nato il primo istituto di glottologia in Europa, che sarebbe stato diretto dal 1908, per quarant'anni, da Clemente Merlo.
Sul piano edilizio fin dal 1902 era stata stipulata una convenzione, ratificata con la legge 17 luglio 1903, per l'assetto ed il miglioramento dell'università di Pisa ed i suoi stabilimenti scientifici, che aveva consentito una serie di lavori specifici di risistemazione dei vari edifici. Nel 1911, in tale contesto, si procedette ad ultimare la facciata di imitazione rinascimentale del Palazzo della Sapienza concepita dall'ingegnere Vincenzo Pilotti.
In occasione della riforma Gentile, l'università di Pisa vedeva riconosciuto il proprio prestigio e figurava nella tabella A prevista dalla legge del 1923, risultando quindi interamente a carico dello Stato, a riprova del peso primario attribuitole. In seguito a tale legge, peraltro, conobbe una significativa modificazione della Facoltà di Filosofia, che assunse la direzione di Lettere e Filosofia, ristrutturando i propri corsi.

## Oggi

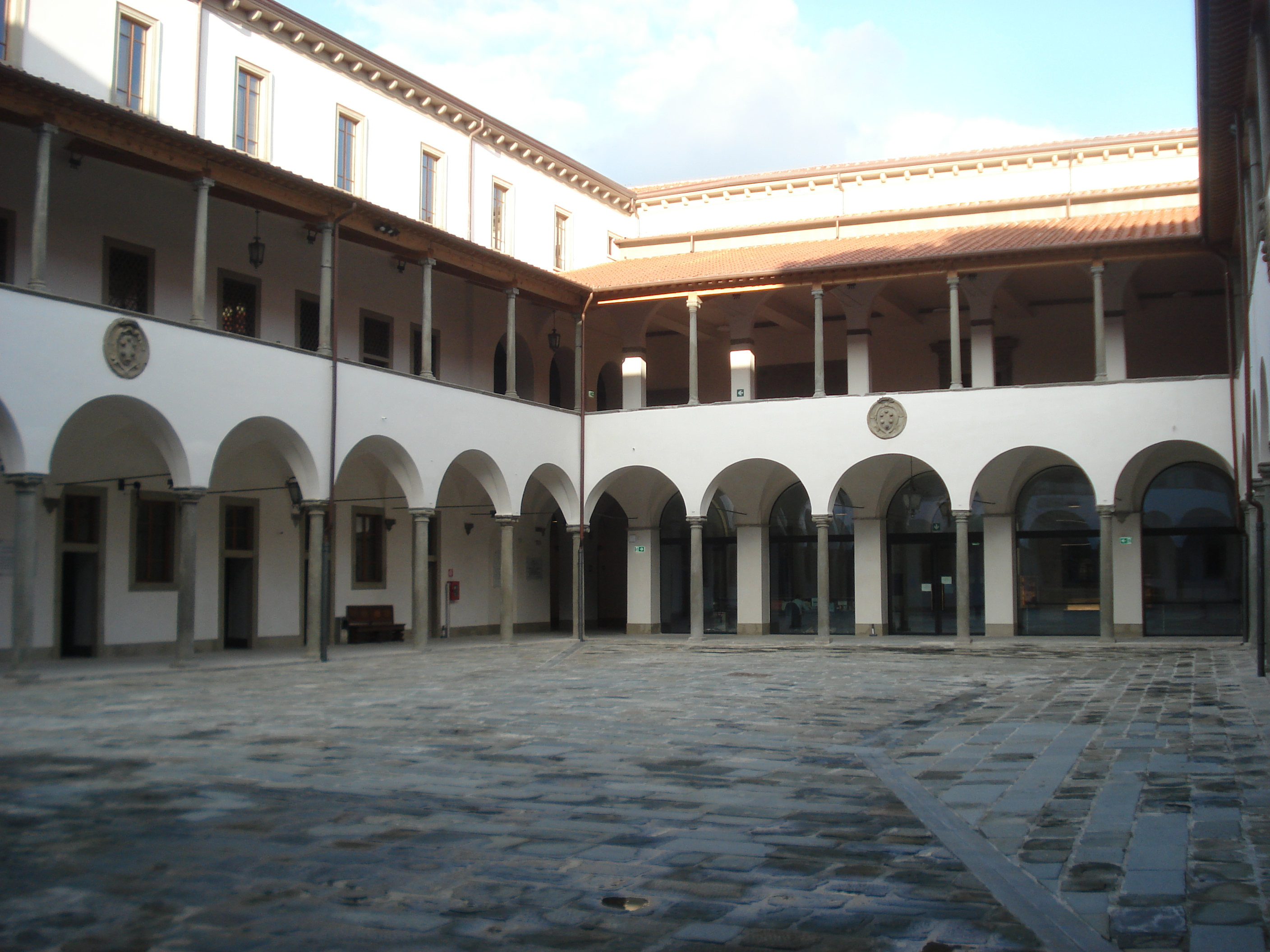
Il chiostro interno dopo gli interventi di restauro terminati nel 2018

L'edificio denominato "La Sapienza" costituisce una delle più estese costruzioni di Pisa; difatti, con i suoi oltre 1.850 m² coperti, cui si aggiungono circa 360 m² di corte interna, la Sapienza rappresenta circa il 3% dell'intero patrimonio edilizio dell'università di Pisa, paragonabile, per volumi e spazi coperti, a pochi altri edifici della città.
Il 29 maggio 2012, dopo il terremoto dell'Emilia, il palazzo è stato chiuso al pubblico a causa della vulnerabilità sismica dell'edificio e conseguentemente anche la Biblioteca universitaria di Pisa è stata chiusa temporaneamente. Infine dopo 6 anni di restauri, con vari blocchi nei lavori, il 29 maggio 2018 è stato finalmente riaperto. Il restauro ha interessato sia la parte statica dell'edificio che la sua valorizzazione, come dimostra il ripristino del bianco mediceo nei paramenti murari del cortile interno.